# Elizabeth Grayová Viningová
Elizabeth Janet Greyová Viningová (6. října 1902, FIladelfie – 27. listopadu 1999, Kennett Square) byla americká profesionální knihovnice a autorka, která doučovala angličtinu císaře Akihita Japonského, když byl korunním princem. Byla také významnou autorkou, jejíž dětská kniha Adam of the Road obdržela v roce 1943 Medaili Johna Newberyho.

## Mládí a vzdělávání
Elizabeth Janet Grayová se narodila ve Filadelfii v Pensylvánii 6. října 1902. Vystudovala Germantown Friends School a v roce 1923 získala titul AB na Bryn Mawr College. V roce 1926 získala na Drexelově univerzitě titul MS v knihovnictví a stala se knihovnicí na Severokarolínské univerzitě v Chapel Hill.  V roce 1929 se provdala za Morgana Fishera Vininga, zástupce ředitele divize Extension Division UNC. V roce 1933 byl její manžel zabit při automobilové nehodě v New Yorku a Viningová byla vážně zraněna. Během rekonvalescence konvertovala na kvakerskou víru.
Viningová se brzy stala známou jako autorka především knih pro děti a v roce 1943 byla oceněna Medailí Johna Newberyho za knihu Adam of the Road. Do konce druhé světové války vydala jedenáct knih.

## Soukromá učitelka japonské císařské rodiny
Od roku 1946 do roku 1950 během spojenecké okupace Japonska po válce byla Viningová vybrána samotným císařem Hirohitem (a nikoli vládou Spojených států amerických, jak se mylně tvrdí), aby se stala soukromou učitelkou korunního prince Akihita, následníka Chryzantémového trůnu.  Princovi přezdívala „Jimmy“. „Jeho zájmy se v té době téměř výhradně omezovaly na ryby,“ napsala později, „a cítila jsem, že je třeba je rozšířit.“ Vliv této americké pacifistky na mladého prince vnímali pravicoví intelektuálové s nelibostí.
Kromě výuky angličtiny Viningová seznámila děti z císařské domácnosti – prince Masahita a princezny Kazuko, Acuko a Takako – se západními hodnotami a kulturou. Přednášela také na univerzitě Gakušúin a na univerzitě Cuda.
Za svou práci byla krátce před svým návratem do Spojených států v roce 1950 oceněna Řádem posvátného pokladu třetí třídy.

## Pozdější život
Po svém návratu do Spojených států Viningová napsala o svých zážitcích z Japonska v knize Windows for the Crown Prince, která vyšla v roce 1952. Viningová za svůj život napsala přes 60 beletristických a naučných knih.

## Vyznamenání
- Řád posvátného pokladu, 1950
- Řád drahocenné koruny

## Publikace
- Meredith's Ann (1927)
- Tangle Garden (1928)
- Tilly-Tod (1929)
- Meggy MacIntosh (1930)
- Jane Hope (1933)
- Young Walter Scott (1935)
- Beppy Marlowe (1936)
- Penn (1938)
- Contributions of the Quakers (1939)
- The Fair Adventure (1940)
- Adam of the Road (1942)
- Sandy (1945)
- Windows for the Crown Prince (1952)
- The World in Tune (1952)
- The Virginia Exiles (1955)
- Friend of Life: A Biography of Rufus M. Jones (1958)
- The Cheerful Heart (1959)
- Return to Japan (1960)
- I Will Adventure (1962)
- Take Heed of Loving Me (1963)
- Flora: A Biography (1966)
- I, Roberta (1967)
- Quiet Pilgrimage (1970)
- The Taken Girl (1972)
- Being Seventy: The Measure of a Year (1978)
- Harnessing Pegasus: Inspiration and Meditation (1978)
- Mr. Whittier (1974)
- A Quest There Is (1982)